# Slumka
Slumka är en ort i Mexiko.   Den ligger i kommunen Aldama och delstaten Chiapas, i den sydöstra delen av landet, 700 km öster om huvudstaden Mexico City. Slumka ligger 1 977 meter över havet och antalet invånare är 219.
Terrängen runt Slumka är kuperad västerut, men österut är den bergig. Terrängen runt Slumka sluttar norrut. Runt Slumka är det ganska tätbefolkat, med 166 invånare per kvadratkilometer. Närmaste större samhälle är San Cristóbal de las Casas, 19,8 km söder om Slumka. Omgivningarna runt Slumka är en mosaik av jordbruksmark och naturlig växtlighet.